# Betws-y-Coed
Betws-y-Coed (pronunciat [ˈbɛtuːs ə ˈkɔɪd ]) és un poble del comtat de Conwy, dins dels límits tradicionals del comtat de Caernarfon, al nord de Gal·les. Està situat sobre el riu Conwy i el riu Llugwy. El nom significa "capella al bosc".
El poble es va fundar al voltant d'un monestir cap a finals del segle vi, i va créixer lentament al voltant de la indústria minera. El 1815, Thomas Telford hi construí el Pont de Waterloo, que dugué la futura carretera A5 al poble i afavorí el desenvolupament del municipi.
El poble té un gran camp que és la pista de futbol de l'equip local. El camp està delimitat per un costat amb la carretera A5 amb edificis del segle xix, entre ells l'església parroquial de Santa Maria, botigues i hotels. A l'altre costat hi ha l'estació del tren de Betws-y-Coed, amb cafeteries, botigues de souvenirs i un pàrquing.
Les atraccions del poble són dos museus, el Pont dels Miners i l'església de Sant Miquel del segle xiv. El riu Conwy que travessa el poble també té certs aspectes interessants, com cascades com les Cascades de Conwy o les de Pont-y-Pair. El poble també és un centre per a les activitats exteriors, i es troba prop del Bosc Gwydyr.

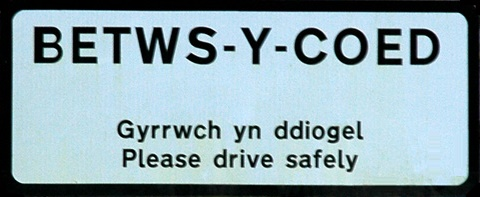
Senyal del municipi